# ときめき朝ちゃん
『ときめき朝ちゃん』（ときめきあさちゃん）は、1997年3月31日から2000年3月31日まで山陰放送 (BSS) ラジオで放送されていたラジオ番組。

## 放送時間の変遷
いずれも日本標準時。
- 月曜 - 金曜 8:30 - 10:30（1997年3月31日 - 1999年3月26日）
- 月曜 - 金曜 8:30 - 10:45（1999年3月29日 - 2000年3月31日）

## パーソナリティ
いずれも当時山陰放送のアナウンサー。
| 期間      | 期間      | 月曜・火曜 | 水曜       | 木曜・金曜 |
| --------- | --------- | ---------- | ---------- | ---------- |
| 1997.3.31 | 1998.3.27 | 荒井由岐子 | 木野村尚子 | 木野村尚子 |
| 1998.3.30 | 2000.3.31 | 中村緑     | 中村緑     | 木野村尚子 |

| BSSラジオ 月曜 - 金曜の朝ワイド | BSSラジオ 月曜 - 金曜の朝ワイド                    | BSSラジオ 月曜 - 金曜の朝ワイド                               |
| 前番組                          | 番組名                                             | 次番組                                                        |
| ------------------------------- | -------------------------------------------------- | ------------------------------------------------------------- |
| Sun Sun Morning                 | ときめき朝ちゃん （1997年3月31日 - 2000年3月31日） | ご近所わいど 今日もハレルヤ! （2000年4月3日 - 2016年3月24日） |

| スタブアイコン | サブスタブ | この項目は、まだ閲覧者の調べものの参照としては役立たない、ラジオ番組に関連した書きかけの項目です。この項目を加筆・訂正などしてくださる協力者を求めています（P:ラジオ/PJ:放送番組）。 |